# 12,7 × 99 мм НАТО
12,7×99 мм (12,7×99 mm NATO, .50 BMG) — крупнокалиберный патрон, разработанный в США. Он был создан в 1920-х годах в качестве боеприпаса для крупнокалиберного пулемёта Browning M1921. После Второй мировой войны патрон стандартизован в НАТО и выпускается различными странами-участниками НАТО по единым техническим условиям.

## Сравнение боеприпасов НАТО
| Спецификация патрона | Размер патрона | Масса пули    | Скорость пули | Энергия пули   |
| -------------------- | -------------- | ------------- | ------------- | -------------- |
| 5,56×45 мм НАТО      | 5.56×45 мм     | 3,95—5,18 г   | 772—945 м/c   | 1700—1830 Дж   |
| 7,62×51 мм НАТО      | 7,62×51 мм     | 9,33 г        | 838 м/c       | 3275 Дж        |
| 12,7×99 мм НАТО      | 12,7×99 мм     | 41,92—51,80 г | 765—928 м/c   | 15530—20257 Дж |

## Номенклатура боеприпасов

### Патроны общего назначения

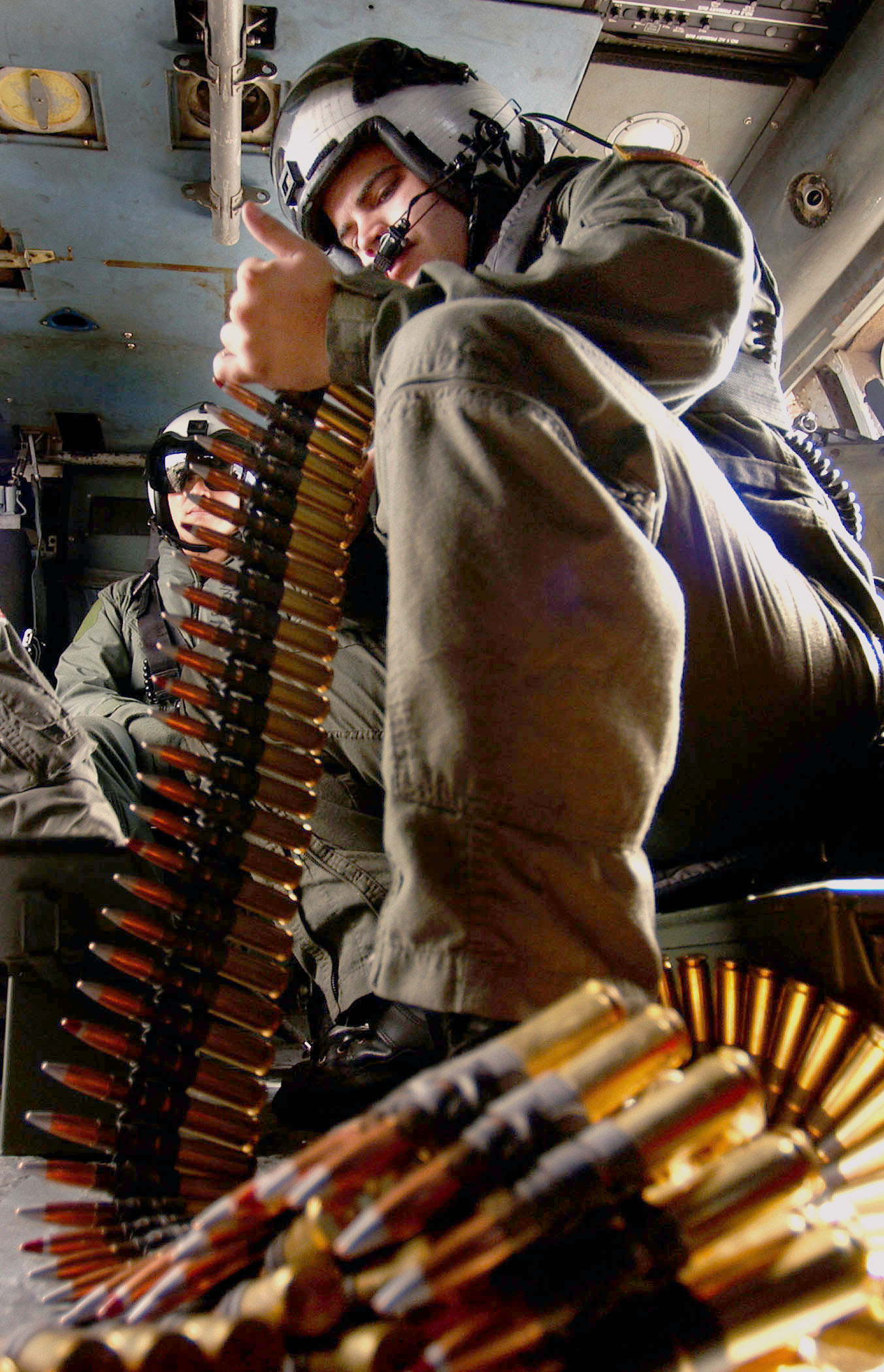
Оператор авиационных боевых систем 2-го класса Расти Дэву́ди снаряжает ленту .50 к М2 в рамках подготовки к учебным стрельбам. Старшина Дэвуди состоит в противолодочной вертолётной эскадрилье «Чёрные рыцари» авианосца USS John C. Stennis (CVN-74), в составе четырнадцатого авиакрыла (CVW-14).

- М 1923 (англ. Model of 1923 Ball Cartridge) — принят на вооружение 31 июля 1923 года; пуля патрона массой 809 гран (52,4 г) с конической донной частью имела оболочку из томпака, остроконечный стальной сердечник и свинцовую рубашку, с 1 сентября 1927 года на пуле выполнялась каннелюра с насечками.
- М1 (М1 Ball Cartridge) — принят на вооружение в июне 1931 года, снят с вооружения 7 сентября 1943 года; последняя партия выпущена 20 февраля 1941 года; пуля патрона массой 753 гран (48,8 г) и высотой 61,2 мм с конической донной частью имела оболочку из томпака, остроконечный сердечник из мягкой стали и свинцовую рубашку в вершинке пули, на поверхности пули выполнялась каннелюра с насечками.
- М2 (Cartridge, Ball, Cal. .50, M2) — принят на вооружении 20 февраля 1941 года, последняя партия выпущена 1950 году; конструкция пули унифицирована с бронебойной пулей AP M2, отличаясь от последней только материалом сердечника; пуля патрона массой 710 гран (46,0 г) и высотой 58,7 мм с конической донной частью имела оболочку из томпака, остроконечный сердечник из мягкой стали и свинцовую рубашку в вершинке пули, на поверхности пули выполнялась гладкая каннелюра.
- М33 — разработан после Второй мировой войны на базе М2, выпускается с 1951 года; пуля патрона имеет массу 661 гран и начальную скорость 887 м/с[1].

### Бронебойные патроны
- APM 1923 (Model of 1923 Armor-Piercing cartridge) — принят на вооружении в июле 1923 года; пуля патрона массой 821 гран (53,2 г) с конической донной частью имела оболочку из томпака, остроконечный сердечник из закалённой стали и свинцовую рубашку, с 1 сентября 1927 года на пуле выполнялась каннелюра с насечками; вершинка пули окрашивалась в чёрный цвет.
- AP M1 (Cal. .50 Armor-Piercing Cartridge М1) — принят на вооружении в июне 1931 года; пуля патрона массой 750 гран (48,6 г) и высотой 61,2 мм с конической донной частью имела оболочку из томпака, остроконечный сердечник из закалённой стали и свинцовую рубашку в вершинке пули, на поверхности пули выполнялась каннелюра с насечками; начальная скорость пули составляла 808 м/с; вершинка пули окрашивалась в чёрный цвет.
- AP M2 (Cartridge, Armor-Piercing, Cal. .50, М2) — принят на вооружении 20 февраля 1941 года, на основе экспериментальной пули Т1Е9 с повышенной начальной скоростью; пуля патрона массой 718 гран (46,5 г) с конической донной частью имела оболочку из томпака, остроконечный сердечник из закалённой хромовольфрамовой стали WD 74100 и свинцовую рубашку в вершинке пули; первоначально на поверхности пули выполнялись две каннелюры — снизу гладкая для фиксации в гильзе, сверху идентификационная с насечками, позднее упразднённая; начальная скорость пули составляла 884 м/с; вершинка пули окрашивалась в чёрный цвет. Во время Второй мировой войны армиям Великобритании и СССР поставлено 329 млн единиц патронов АР М2.
  - AP M2 (Alternate) (Cartridge, Armor-Piercing, Cal. .50, М2 (Alternate)) — отдельные партии во время Второй мировой войны, пуля патрона отличалась от стандартных АР М2 сердечником из менее дефицитной марганцево-молибденовой стали FXS-318
- M903 (Cartridge, Caliber .50, Saboted Light Armor Penetrator (SLAP)) — разработан компанией Винчестер в середине 1980-х годов, пуля патрона состоит из полимерного поддона жёлтого цвета и подкалиберного вольфрамового сердечника
- M962 (Cartridge, Caliber .50, Saboted Light Armor Penetrator-Tracer (SLAP-T)) — разработан компанией Винчестер в середине 1980-х годов, пуля патрона состоит из полимерного поддона красного цвета, подкалиберного вольфрамового сердечника и трассирующего состава[1].

### Трассирующие патроны
- TM 1923 (Model of 1923 Tracer Cartridge) — принят на вооружении в 1923 году; пуля патрона массой 733 гран (47,5 г) имела оболочку из томпака и свинцовый сердечник; трассирующий состав R-77 давал трассу красного цвета, гильза чернилась для идентификации.
- М1 Tracer — принят на вооружение в апреле 1930 года; пуля патрона массой 675 гран (43,7 г) с прямой донной частью имела оболочку из томпака, свинцовый сердечник и трассирующий состав дававший трассу красного цвета на дистанцию до 1800 м, на поверхности пули выполнялась каннелюра с насечками, вершинка пули окрашивалась в красный цвет.
  - М1 Tracer (Alternate) — принят на вооружение в феврале 1943 года, отличался от стандартных М1 Tracer пулей с биметаллической оболочкой, что было связано с экономией дефицитных материалов.
- М2 Tracer — принят на вооружение в декабре 1941 года, снят с вооружения 28 октября 1943 года, использовался в ВВС; пуля патрона имела стальной сердечник и трассирующий состав дававший трассу на дистанцию до 503 м.
- М10 (Cartridge, Tracer, Cal. .50, М10) — принят на вооружение ВВС 28 октября 1943 года; пуля патрона имела массу 643 гран (41,7 г) и длину 60,96 мм, трассирующий состав давал дымную трассу на дистанции 140 м, далее ярко-красную трассу до 1700 м; вершинка пули окрашивалась в оранжевый цвет.
- М17 (Cartridge, Tracer, Cal. .50, М17)) — принят на вооружение 15 июня 1944 года, использовался в сухопутных войсках; давал ярко красную трассу до дистанции 2290 м; вершинка пули окрашивалась в коричневый цвет.
- М21 (Cartridge, Tracer, Headlight, Cal. .50, М21) — с трассирующей пулей повышенной яркости, принят на вооружение ВВС в марте 1945 года; пуля патрона имела массу 664 гран (43 г) и длину 60,96 мм, трассирующий состав давал ярко-красную трассу до 503 м; вершинка пули окрашивалась в красный цвет[1]. Пуля использовалась стрелками бомбардировщиков. Ее особенностью было то, что трассер был виден не только стрелку, но и пилоту вражеского истребителя, по которому велся огонь. Это было средством психологического воздействия: пилот видел, что огонь ведется именно по нему, и считалось, что это вынуждает противника открывать огонь с большей дистанции и раньше прекращать атаку. Впрочем, после войны выяснилось, что немецкие пилоты, видя, как именно летят пули стрелков бомбардировщика, могли более эффективно уклоняться от огня. В результате патрон был снят с производства.

### Бронебойно-зажигательные патроны

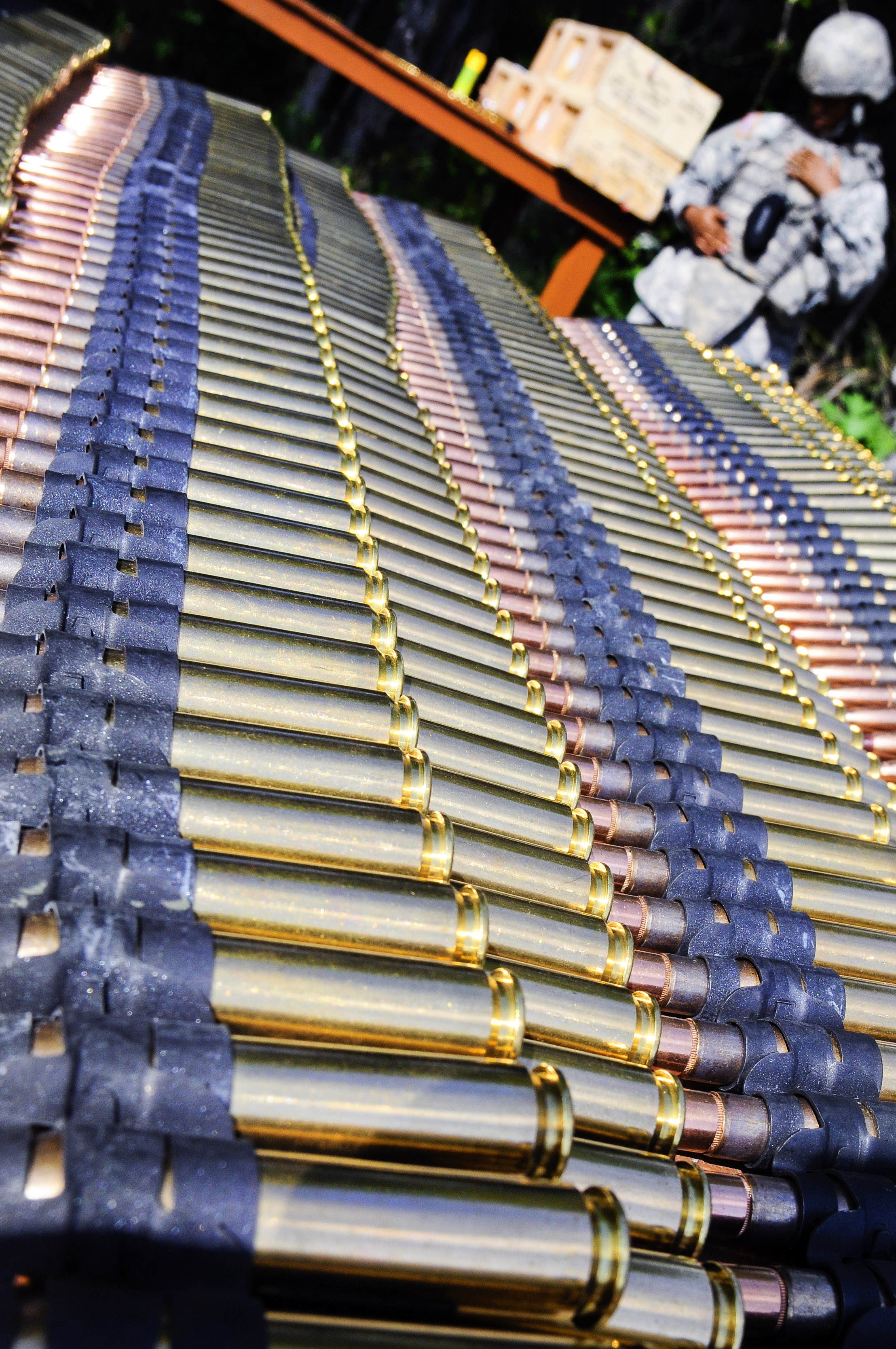
Патронная лента .50 на квалификационных стрельбах на военной базе Эльмендорф — Ричардсон, Аляска. 14 августа 2012.

Патрон используется в следующих типах оружия:
- М8 (Cartridge, Armor-Piercing-Incendiary, Cal. .50, М8) — принят на вооружении в октябре 1943 года, серийное производство начато в конце года, за основу конструкции взята советская бронебойно-зажигательная пуля Б-32; пуля патрона массой 662 гран (42,9 г) с конической донной частью имела остроконечный сердечник из закалённой хромовольфрамовой стали WD 74100; на поверхности пули выполнялись две каннелюры — снизу гладкая для фиксации в гильзе, сверху идентификационная с насечками; вершинка пули окрашивалась в серебристый цвет[1].

### Бронебойно-зажигательные-трассирующие патроны
- М20 (Cartridge, Armor-Piercing-Incendiary-Tracer, Cal. .50, М20) — принят на вооружении в марте 1945 года; на поверхности пули выполнялись две каннелюры — снизу гладкая для фиксации в гильзе, сверху идентификационная с насечками; вершинка пули окрашивалась в серебристый и красный цвета[1].

### Зажигательные патроны
- М1 (Cartridge, Incendiary, Cal. .50, М1) — разработан Франкфордским арсеналом, принят на вооружение в январе 1941 года; пуля патрона массой 644 гран (41,7 г) с конической донной частью имела оболочку из томпака, стальной цилиндрический сердечник, зажигательный состав и свинцовую пробку в донной части; на поверхности пули выполнялись две каннелюры с насечками.
  - М1 (Alternate) (Cartridge, Incendiary, Cal. .50, М1) — разработан компанией Ремингтон, принят на вооружение 18 сентября 1941 года; пуля патрона массой 644 гран (41,7 г) с прямой донной частью имела оболочку из томпака, стальной цилиндрический сердечник, зажигательный состав и свинцовую пробку в донной части; на поверхности пули выполнялись две каннелюры — снизу с насечками для фиксации в гильзе, сверху гладкая идентификационная, вершинка пули окрашивалась в голубой цвет.
- М23 (Cartridge, Incendiary, Cal. .50, М23) — принят на вооружение в октябре 1944 года, использовался в ВВС; пуля патрона массой 500 гран (32,4 г) и длиной 57,15 мм, с прямой донной частью имела оболочку, металлический стаканчик, зажигательный состав и свинцовую пробку в донной части; на поверхности пули выполнялись две каннелюры с насечками, вершинка окрашивалась тёмно-синим и голубым цветом[1].

### Бронебойно-зажигательные-разрывные патроны
- MK 211, MOD 0/.50 HEIAP (Cartridge, Caliber .50, Armor Piercing Incendiary, MK 211, MOD 0) — принят на вооружении в середине 1990-х годов, пуля патрона разработана норвежской компанией Nammo Raufoss AS под обозначением NM140 MP, в США выпускается по лицензии компанией Винчестер и другими; пуля патрона массой 671 гран (43,5 г) имеет латунную оболочку, стальной стаканчик, остроконечный вольфрамовый сердечник, вокруг которого расположена рубашка из циркониевого порошка, в головной части расположен заряд взрывчатого вещества и зажигательный состав, вершинка пули окрашивается в зелёный цвет с белой полосой[1].

### Учебные патроны
- M858 (Cartridge, Caliber .50, Ball, Plastic Praktice, M858) — для учебно-практических стрельб на небольшую дистанцию; пуля и гильза изготовлены из полиэтилена синего цвета, донышко гильзы металлическое.
- M860 (Cartridge, Caliber .50, Tracer, Plastic Praktice, M860) — для учебно-практических стрельб на небольшую дистанцию; пуля и гильза изготовлены из полиэтилена синего цвета, донышко гильзы металлическое, вершинка пули красного цвета[1].

### Холостые патроны
- Cal. .50, Blank Cartridge, M1 — принят на вооружение 25 мая 1935 года; дульце гильзы закрывалось картонной прокладкой, фиксировавшейся каннелюрой и завальцовкой кромки дульца; прокладка покрывалась красным лаком для герметизации.
- M1A1 (Cartridge, Caliber .50, Blank, M1A1) — дульце гильзы обжато «звёдочкой»[1].

## Оружие
Снайперские винтовки
- Armalite AR-50
- Serbu Firearms / BFG-50
- Accuracy International AS50
- Accuracy International AW50
- Accuracy International AX50
- Anzio Iron Works Anzio-50
- Barrett M82/M107
- Barrett M95
- Barrett M99
- Barrett XM500
- Bluegrass Armory Viper
- ČZW-127
- Desert Tactical Arms HTI
- DSR 50 Sniper Rifle
- DXL-5

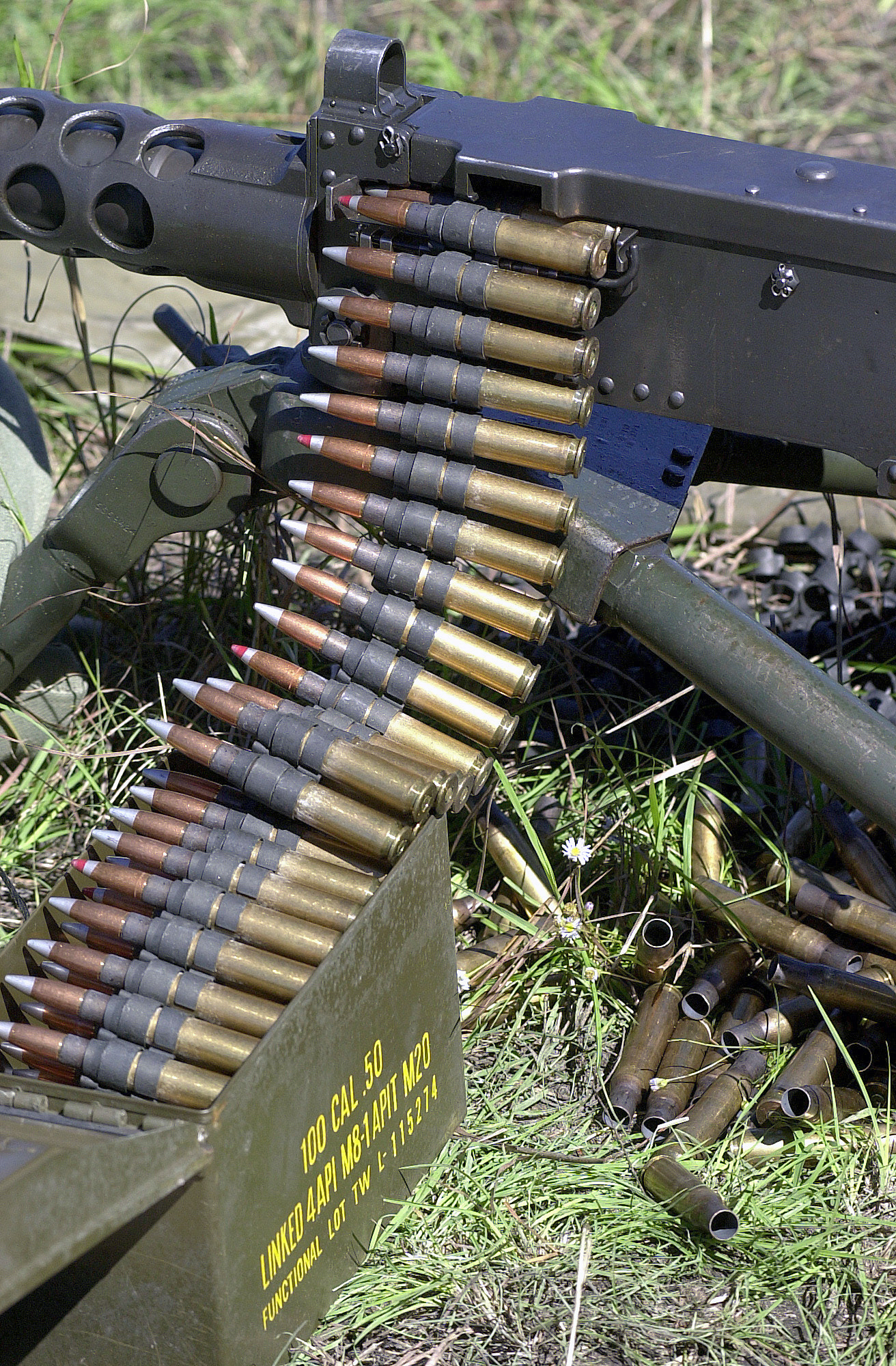
Комбинированная лента .50 из обычных и трассирующих патронов, загруженная в Браунинг М2 на учениях США, Австралии и Канады в Шоулуотер-Бей, Квинсленд. Патроны с красным наконечником — трассирующие.

- East Ridge / State Arms Gun Co.Inc.
- Falcon
- Gepard M4 (Gepard M5)
- Bushmaster BA50 Rifle
- L.A.R. Manufacturing, Inc. Grizzly Big Boar
- Halo Arms, LLC HA-50
- M500
- M99B-II
- McMillan TAC-50
- OM 50 Nemesis
- Robar RC-50
- Safety Harbor Firearms SHF/R50
- Serbu Firearms BFG-50
- Steyr HS .50
- Truvelo .50
- Gepard anti-materiel rifles
- PGM Hecate II
- Ultralite50/Ligamec Corp.
- Windrunner M96
- WKW Wilk
- Застава М93

Пулемёты
- MAC-58
- CIS 50MG
- GAU-19
- Browning M2
- M85 machine gun
- XM312
- WLKM 12.7 mm — 4-ствольный фирмы Zakłady Mechaniczne Tarnów, Польша.

Пистолеты
- Thunder .50 фирмы Triple Action Thunder, Юта, США.
- WTS .50 фирмы WTS Waffentechnik GmbH, Зуль, ФРГ.

## Видео
- .50 Caliber BMG (API) ammunition на YouTube
- The .50 BMG Cartridge на YouTube
- M107 Barrett Sniper Cal. 50 на YouTube
- Suppressed 50 BMG Rifle на YouTube
- .50 cal Barrett sniper rifle fired на YouTube
- 50 Cal Machine Gun на YouTube

## Галерея

Ленты патронов .50 КМП США
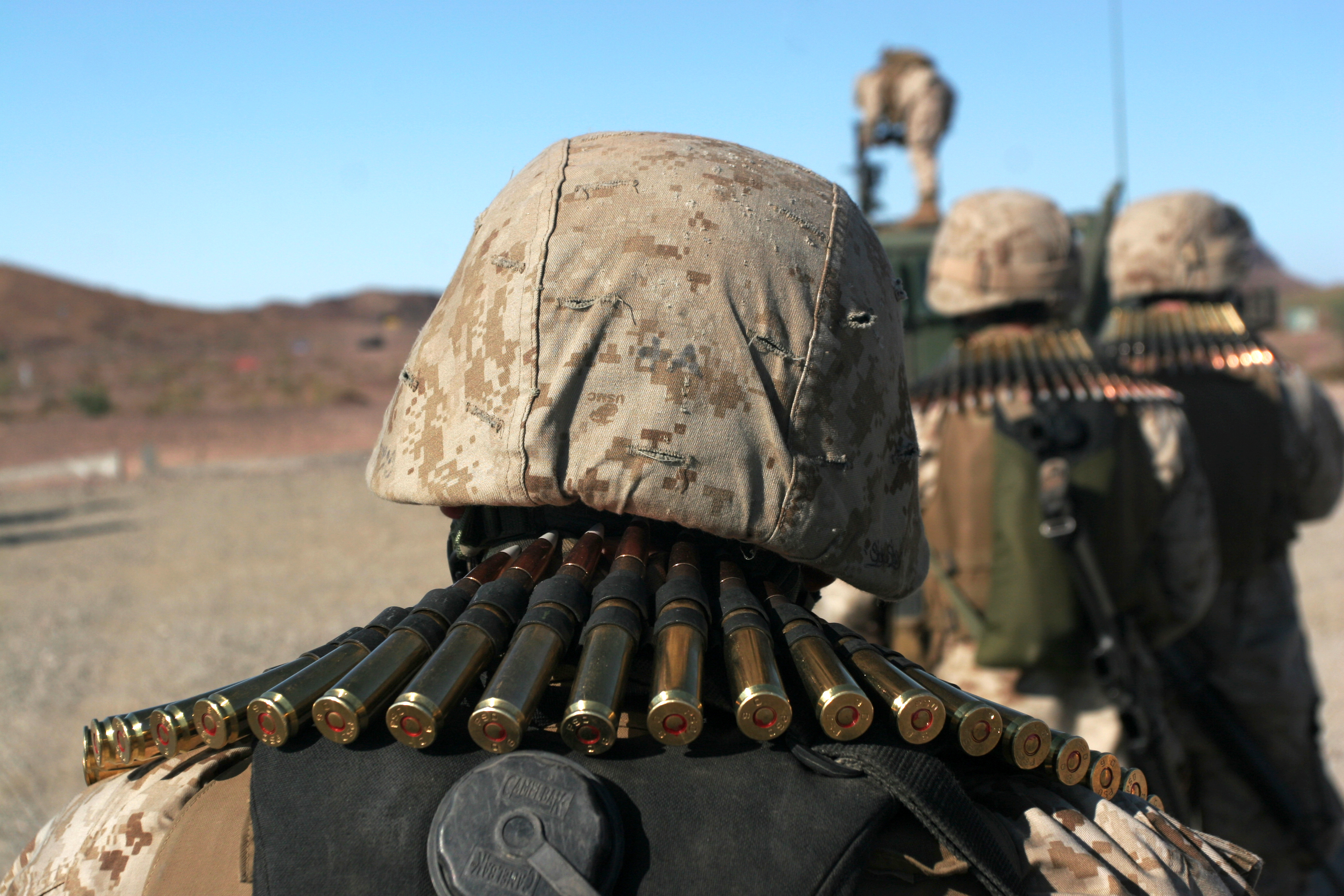
Морпех 11-го экспедиционного отряда морской пехоты несёт ленту .50,  19 июля 2007
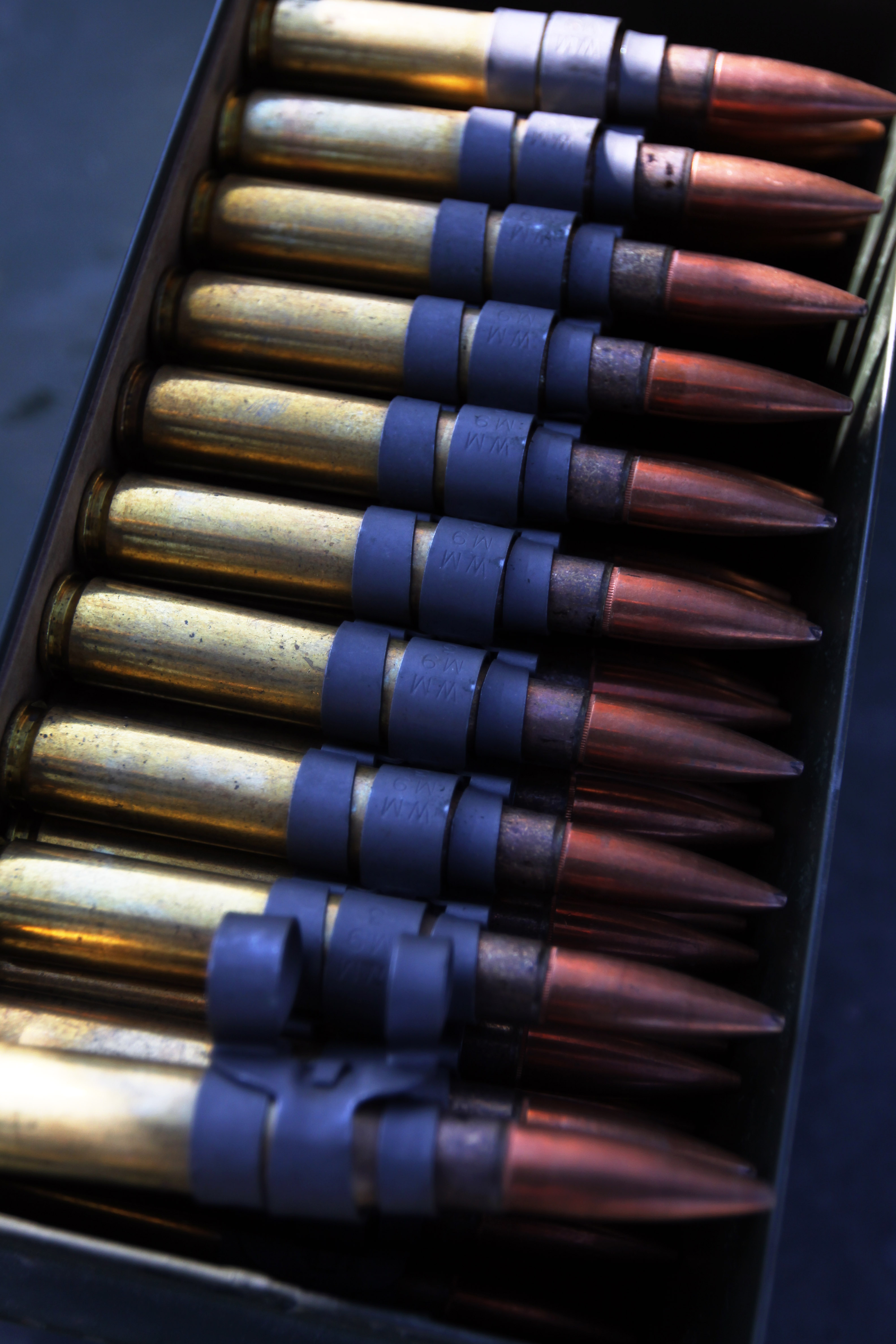
Лента .50 1-го танкового батальона КМП США на полигоне Ново Село в Болгарии,  7 июля 2010
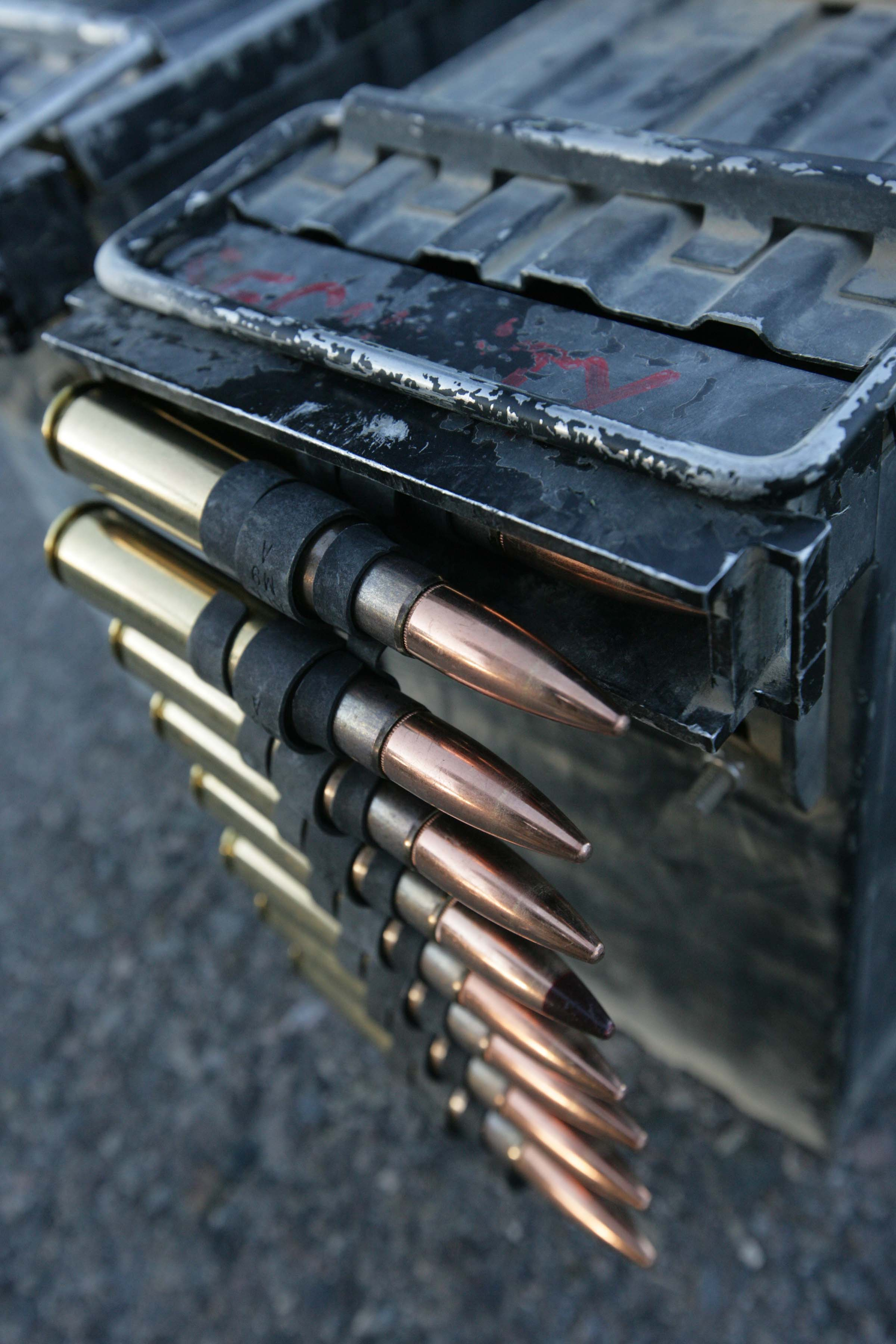
Лента .50 вертолёта CH-53E КМП США, 18 июня 2010
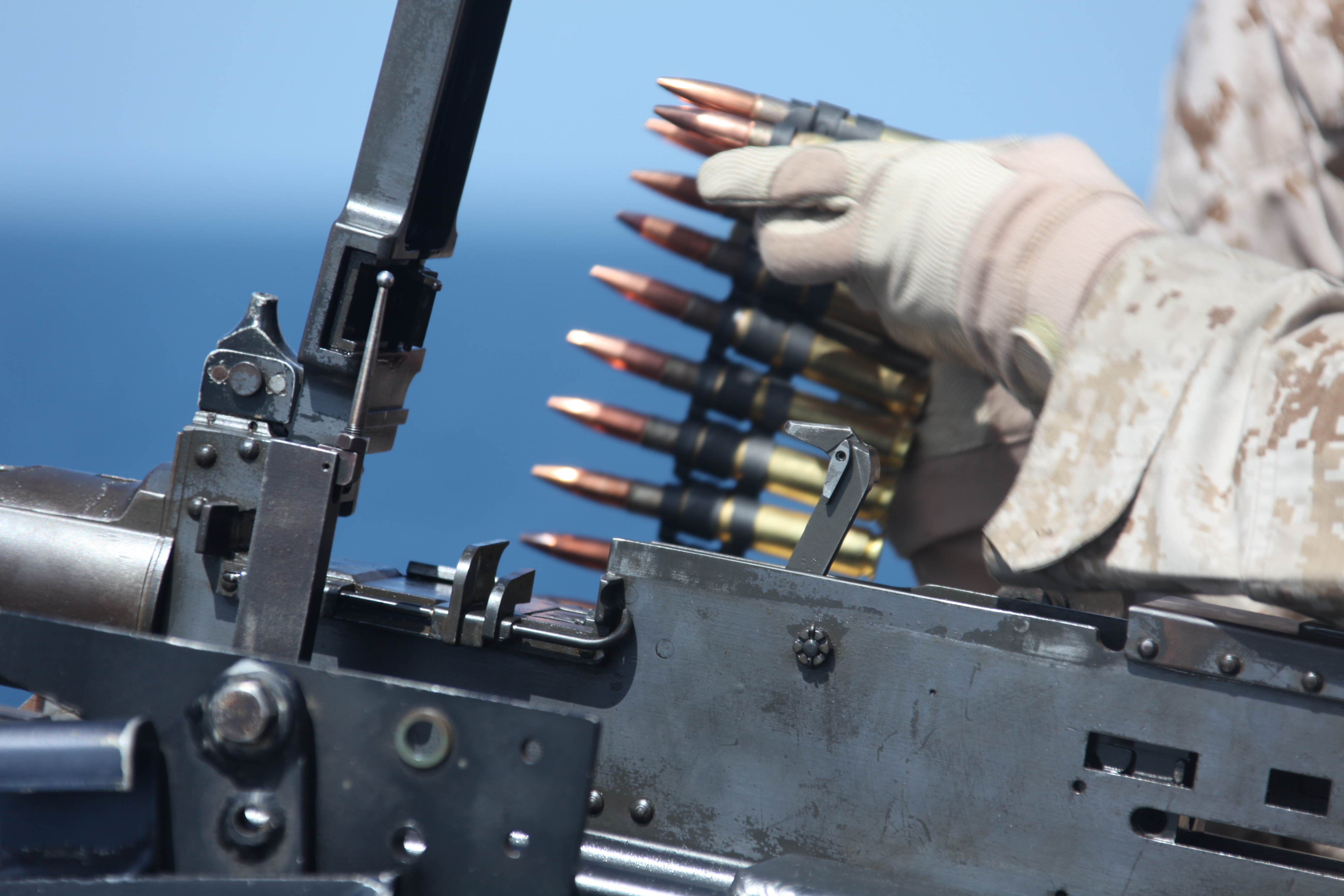
Морпех 24-го эомп снаряжает ленту в пулемёт М2 на борту десантного корабля-дока USS Carter Hall (LSD-50), 24 сентября 2010